# Haplogonaria sinubursalia
Haplogonaria sinubursalia är en plattmaskart som beskrevs av Jürgen Dörjes 1968. Haplogonaria sinubursalia ingår i släktet Haplogonaria och familjen Haploposthiidae. Inga underarter finns listade i Catalogue of Life.